# 역할 모델
역할 모델(role model)은 특정인을 설정한 뒤, 성숙해질 때까지 그 인물을 본보기로 삼는 것을 의미한다. 해당 용어는 Robert K. Merton이 최초로 사용하였다.